# Friedrich Strehlke (Philologe)
Friedrich Johann Gustav Strehlke (* 8. März 1825 in Danzig; † 1. Februar 1896 in Berlin-Charlottenburg) war ein deutscher Pädagoge und Literaturwissenschaftler. 

## Leben
Friedrich Strehlke war der Sohn des Lehrers Friedrich Strehlke (1797–1886), der von 1823 bis 1831 als Lehrer der Mathematik, Geografie und Naturwissenschaft am Danziger Gymnasium tätig war; sein jüngerer Bruder war der spätere Historiker Ernst Strehlke.
Sein Schwager war der Kirchenhistoriker und Jurist Wilhelm Martens.
Er immatrikulierte sich 1843 zu einem Studium der Neuen Sprachen und der Philologie an der Universität Berlin und beendete 1846 das Studium mit seiner Promotion zum Dr. phil.
Anfangs unterrichtete er am Gymnasium (siehe Akademisches Gymnasium Danzig) in Danzig, bis er 1864 Direktor des Gymnasiums in Marienburg in Westpreußen wurde. 1878 übernahm er die Leitung des Thorner Gymnasiums und zugleich der dortigen Realschule, bis er 1884 aus gesundheitlichen Gründen seinen Abschied nahm und seinen Wohnsitz nach Berlin verlegte.
Er beschäftigte sich mit der Literaturgeschichte und forschte anfangs zur Literatur des 17. Jahrhunderts. 
1856 veröffentlichte er eine Monografie über Martin Opitz und er gab 1862 eine Übersetzung des lateinischen Epos Olivetum (siehe An Gott den Heiligen Geist) von Andreas Gryphius heraus.
Aufgrund seiner Beschäftigung mit Pierre Corneille, gab er 1877 verschiedene von dessen Werken heraus, so unter anderem Le Cid und weitere.
Seit Ende der 1850er Jahre beschäftigte er sich intensiv mit Johann Wolfgang von Goethe und seit Mitte der 1860er Jahre wurde ihm vom Berliner Verleger Gustav Hempel die Herausgabe von Goethes Werken übertragen; von den sechsunddreißig Bänden dieser Edition verfasste er fünfzehn selbst. Für die übrigen fand er als weitere Bearbeiter Heinrich Düntzer, Gustav von Loeper und Salomon Kalischer.
Von 1882 bis 1884 veröffentlichte er ein Verzeichnis sämtlicher Briefe von Johann Wolfgang von Goethe, in dem er die Empfänger alphabetisch geordnet aufzählte; bei jedem Korrespondenten gab er eine kurze Biografie und eine Darstellung seiner Beziehung zum Dichter heraus. In diesem Verzeichnis teilte er auch bis dahin ungedruckte Briefe mit und er gab eine kurze Inhaltsangabe mit an.
1888 gab er den dritten Band der Weimarer Goethe Ausgabe heraus.
Seinen Nachruf verfasste der Literaturforscher Otto Pniower.

## Schriften (Auswahl)
- Martin Opitz. Leipzig, 1856 (Digitalisat).
- Abhandlung über Corneille und Racine. Danzig, 1856 (Digitalisat).
- Ueber Corneille und Racine als Nachahmer der alten Tragödie. Danzig, Stettin, Elbing, 1856 (Digitalisat).
- Andreas Gryphius; Friedrich Strehlke: Olivetum oder der Ölberg. Weimar, 1862 (Digitalisat).
- Ueber Goethe's "Elpenor" und "Achilleis". Marienwerder, 1870 (Digitalisat).
- Goethes lyrische Gedichte.
  - Band 1. Berlin, 1870 (Digitalisat).
  - Band 2. Berlin, 1870 (Digitalisat).
  - Band 3. Berlin, 1870 (Digitalisat).
- Johann Wolfgang von Goethe; Friedrich Strehlke (Hrsg.): Pandora. Berlin, 1871 (Digitalisat).
- Reineke Fuchs von Goethe. Berlin, 1872 (Digitalisat).
- Zur Textkritik von Goethe's Werken. Berlin, 1873 (Digitalisat).
- Pierre Corneille; Friedrich Strehlke (Hrsg.): Le Cid. Berlin, 1877 (Digitalisat).
- Pierre Corneille; Friedrich Strehlke (Hrsg.): Horace. Berlin, 1877.
- Pierre Corneille; Friedrich Strehlke (Hrsg.): Cinna. Berlin, 1877.
- Pierre Corneille; Friedrich Strehlke (Hrsg.): Polyeucte. Berlin, 1877.
- Goethe's Werke.
  - Teil 1. Berlin, 1868 (Digitalisat).
  - Teil 2. Berlin, 1868 (Digitalisat).
  - Teil 3. Berlin, 1868 (Digitalisat).
  - Teil 5. Berlin, 1868 (Digitalisat).
  - Teil 6. Berlin, 1868 (Digitalisat).
  - Teil 7. Berlin, 1868 (Digitalisat).
  - Teil 10. Berlin, 1868 (Digitalisat).
  - Teil 16. Berlin, 1879 (Digitalisat).
  - Teil 26. Berlin (Digitalisat).
- Goethe's Briefe. 
  - Teil 1. Berlin, 1882 (Digitalisat).
  - Teil 2. Berlin, 1884 (Digitalisat).
  - Teil 3. Berlin, 1884 (Digitalisat).
- Deutsche Lieder in lateinischer Übersetzung. Berlin, 1885.
- Goethes Werke, IV. Abteilung, 3. Band. Weimar, 1888 (Digitalisat).
- Wörterbuch zu Goethe's Faust. Stuttgart, Leipzig, Berlin, Wien, 1891 (Digitalisat).
- Paralipomena zu Goethes Faust: Entwürfe, Skizzen, Vorarbeiten und Fragmente. Stuttgart, Leipzig, Berlin, Wien, 1892 (Digitalisat).